# Carlos Duke
Carlos Duke (デューク・カルロス Duke Carlos?), född 28 februari 2000 i Tokyo prefektur, är en japansk fotbollsspelare.
Duke började sin karriär 2018 i Fagiano Okayama. 2021 flyttade han till FC Machida Zelvia. 5 januari 2025 – till FC Hegelmann.